# Strumatea
Strumatea là một chi bọ cánh cứng trong họ Chrysomelidae.
Chi này được miêu tả khoa học năm 1886 bởi Baly.

## Các loài
Chi này gồm các loài:
- Strumatea nodosa (Baly, 1886)